# ポリテトラフルオロエチレン

PTFEの構造式

PFAの構造式

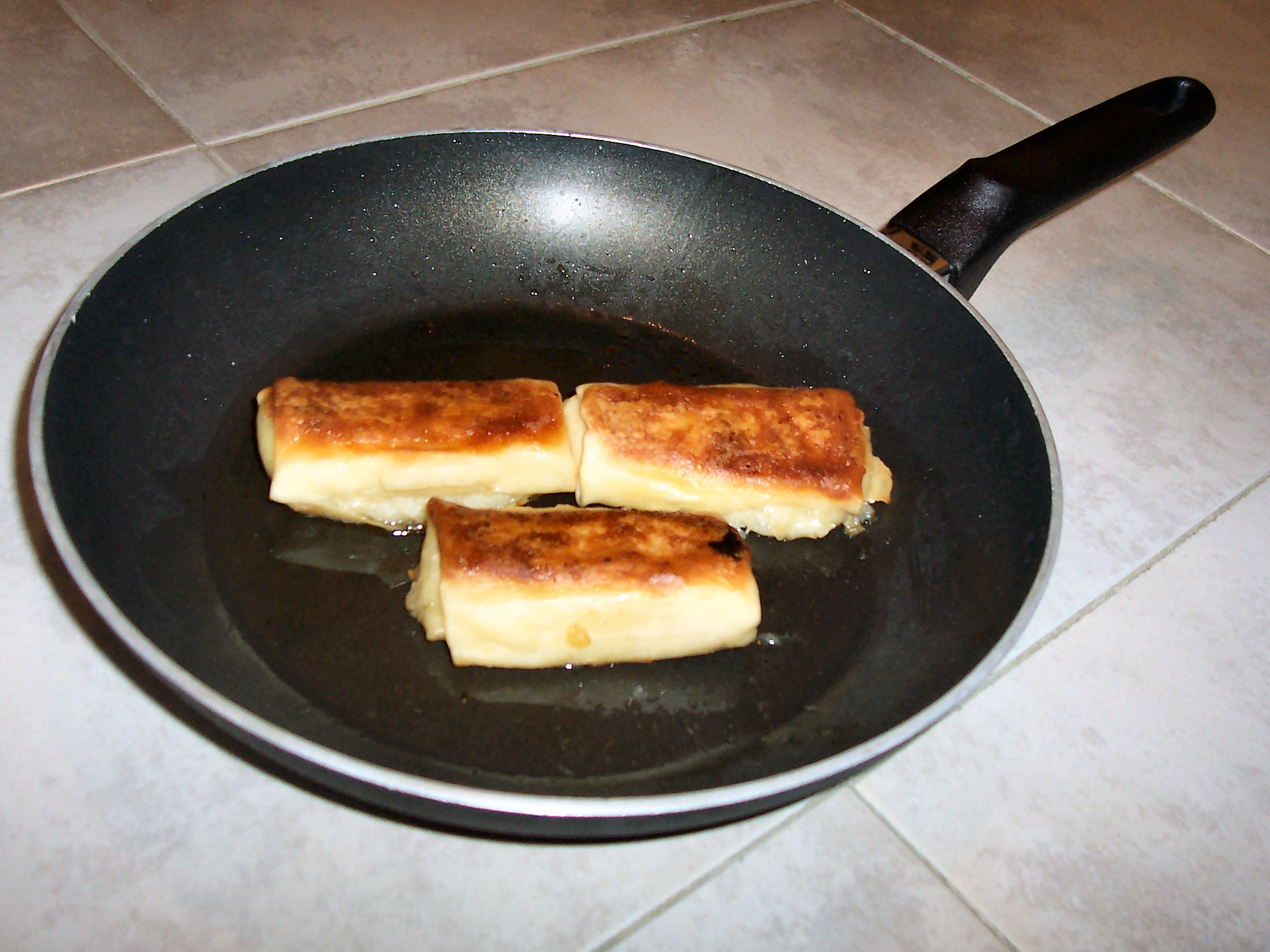
PTFEは疎水性で高い耐熱性を持つため、PFAと共にフライパンの表面コートによく用いられる。

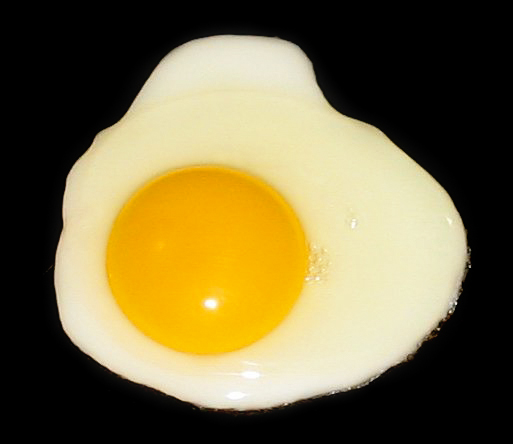
テフロンでコートされたフライパンは比較的焦げつきにくい。

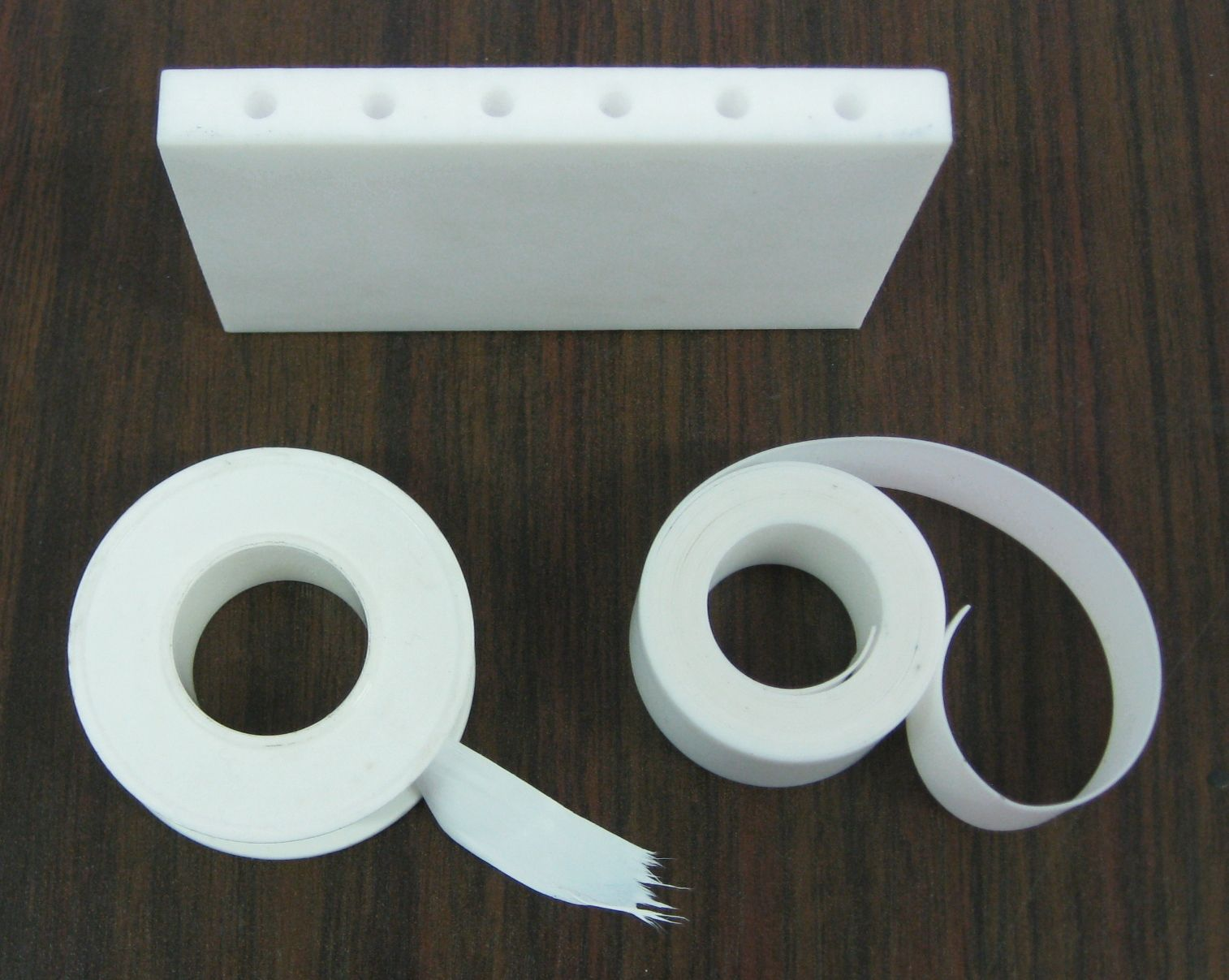
実験用テフロン製品。

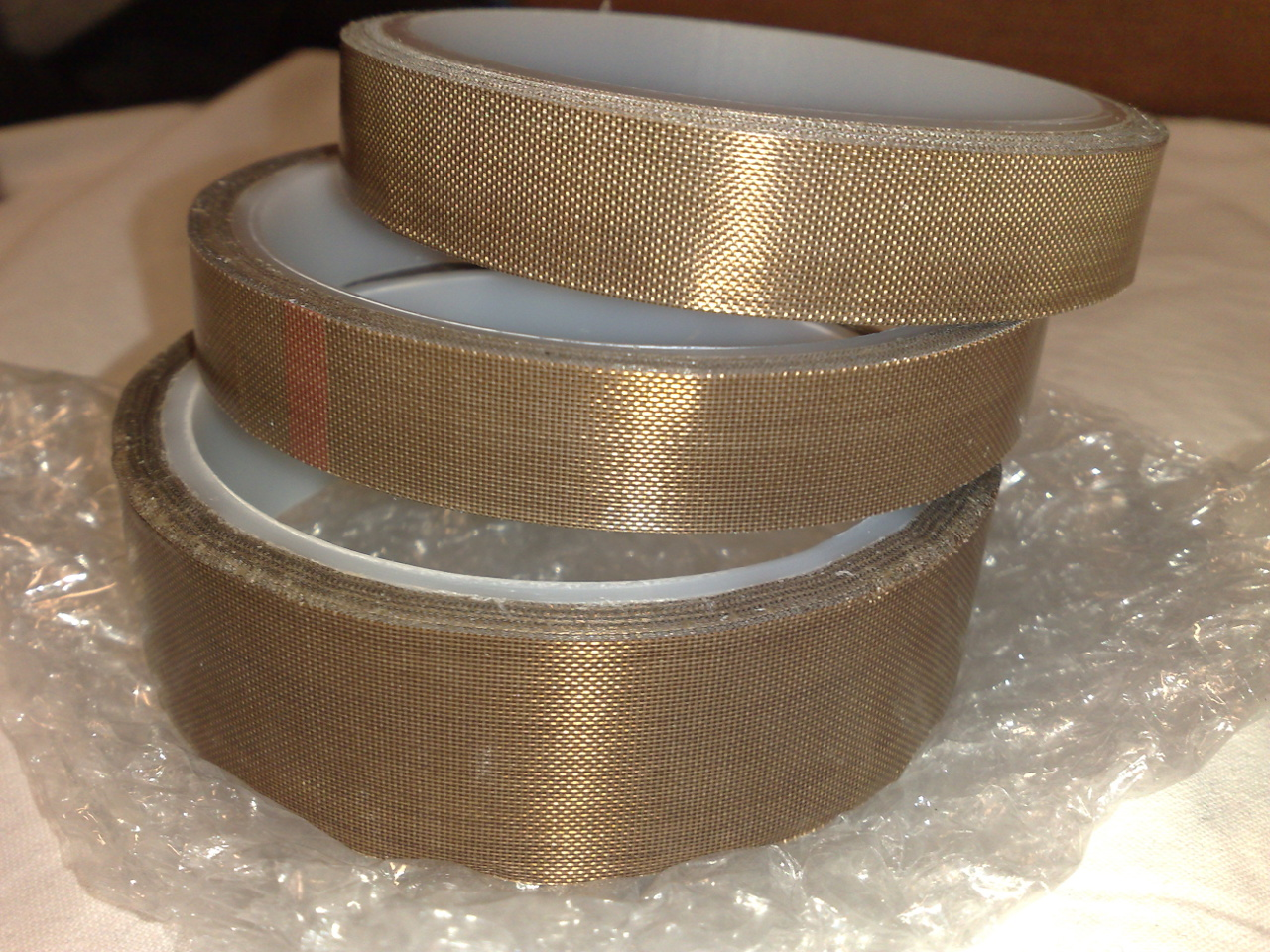
粘着剤付きPTFEテープ。

ポリテトラフルオロエチレン (polytetrafluoroethylene, PTFE) はテトラフルオロエチレンの重合体で、フッ素原子と炭素原子のみからなるフッ素樹脂（フッ化炭素樹脂）である。テフロン (Teflon) の商品名で知られる。化学的に安定で耐熱性、耐薬品性に優れる。

## 歴史
1938年に米国デュポン社の研究員であったロイ・プランケットによって発見された。クロロフルオロカーボン類の研究中に、テトラフルオロエチレンのボンベ内に固着した樹脂から見出された。
デュポンは1941年に、このPTFE：ポリテトラフルオロエチレンの特許を取得する。戦車への撥水コーティング剤として初めて採用され、溶融成形が困難、非粘着性が高く塗膜も困難、さらには値段も非常に高価な当初のPTFEであったが、最初にPTFEが注目されたのはマンハッタン計画の中である。核燃料製造の過程で使用される六フッ化ウランから発生する強い腐食性のガスは取り扱いに大変な危険を伴っていたが、設備のパッキン、ライニング材料にPTFEを使用することで安全に取り扱う事が可能となり、原子爆弾の開発に大きな役割を果たすこととなった。デュポンは1945年にPTFEを「テフロン™」 (Teflon)の商標で登録出願し（商標は2015年にケマーズ社に移管）、第二次世界大戦後にはテフロンが徐々に民間利用されるようになっていった。1947年にはテフロン塗料の販売開始、1960年にはテフロン加工のフライパン誕生と、テフロンFEPが販売開始された。
現在ではテフロンの名称は、ポリテトラフルオロエチレンだけではなく、デュポン社のフッ素樹脂一般の呼称となっており、同社の販売するテトラフルオロエチレンとその他のモノマーの共重合体などもテフロンの名で呼ばれる。しかし、一般にテフロンと呼ぶ場合には、ポリテトラフルオロエチレンのことを指すことが多い。

## 用途
主に調理用器具、特にフライパンや鍋などの金属製調理器具表面にコート塗装されている。水分・油分による侵食に強く、また摩擦が小さいことから加熱された食品の焦げ付きを防ぐ役割を担っている。ただし過度の強火や、長時間の調理によって劣化や剥離が起こることもある。
電気機器関係や、高温腐食性流体を扱う化学機械的用途において広く加工用素材として利用される。チューブ、ホース、テフロンシート、さまざまなパッキン、剥離材、絶縁材、断熱材、粘着テープ、摺動材、製造（食品、プラスチックフィルム、ゴム、セラミックス）、耐熱コンベアベルト、テフロンコーティング、無電解ニッケル-りん-PTFE複合めっき、すべり材、ベアリング、スリーブ、フランジ、ワッシャーなどの素材として用いられる。潤滑や撥水機能の向上を目的として他の合成樹脂・油脂などへの添加剤としても使われる。さらに、二硫化モリブデンなどと同様、エンジンオイルへの添加剤にも使用されるが、デュポン社はこの用途へのテフロンの使用を認めていない。
半導体製造用の各種薬液の製造、搬送、貯蔵等のプラントにも使われており、現代の最先端技術を陰で支える重要な物質である。フッ化水素酸にも溶けないことから、フッ化水素酸の運搬・貯蔵にはテフロン製容器が使用される。

## 性質
ポリテトラフルオロエチレンは耐熱性、耐薬品性に優れ、強い腐食性をもつフッ化水素酸にも溶けない。また、現在までに発見されている物質の中で最も摩擦係数の小さい物質であることも特長の一つである。
加熱によっても熱流動を起こさないため、通常の樹脂のように溶解成型を行うことができない。そのため、成型は粉末の圧縮加温によって行われる。これは製品の製造効率上好ましくないことである。そのため、溶解成型が可能なフッ素系樹脂として、類縁有機フッ素化合物の共重合体や有機フッ素塩素化合物の重合体が開発され、各種のブランド名をつけられて販売されている。
ポリテトラフルオロエチレンは放射線の作用によって容易に重合度が低下し、脆性化することが知られている（ただし、化学的な安定性は維持される）。これは放射性物質を取り扱う上での問題となるが、新たな加工法として有用ともなりうる。
ポリテトラフルオロエチレン他のフッ素樹脂は化学的に非常に安定であるが、高温の溶融アルカリ金属やフッ素系ハロゲン間化合物には徐々に侵される場合がある。

## 安全性
ポリテトラフルオロエチレン自体は化学的に不活性であり毒性はない。しかし、約260°Cに達すると劣化し始め、約350°C以上になると分解し、500℃以上に加熱すると有毒なポリマーガスが発生する可能性が報告されているので注意が必要である。このポリマーガスは、人間に対してはインフルエンザのような症状（ポリマーガス熱）を引き起こす可能性が報告されている。
これをコーティングした調理器具を考えた場合、調理用の油脂・油・バターは約200°Cで焦げ始め、煙を生じる。また、肉類は通常200 – 230°Cで揚げるため、通常そのような高温にしてしまうことはない。しかし、もし空のままで加熱しているのに気づかなかった場合、ポリテトラフルオロエチレンが劣化し始める温度以上に調理器具が加熱される可能性が生じる。いずれにせよ高温で調理する場合は、鉄もしくはステンレスの器具を用いるのが良い。
1959年当時の研究では、コーティングされたフライパンの空焚きによって発生する煙の毒性は、通常の調理用油から生じる煙に比べて低いことが示された。

### 小動物・小鳥への影響
小鳥などを飼育している環境下では、煙が小動物に致死的な影響を与えるため使用してはならないと、同加工された調理器具などに注意書きがなされている。

### PFOAの使用について
2005年、アメリカ合衆国環境保護庁の科学諮問委員会は、テフロンを製造する過程で使用するペルフルオロオクタン酸が「発癌性物質の可能性が高い」とした。かつて調理器具などにPFTEをコーティングする際に、ペルフルオロオクタン酸（PFOA)が使用されており、社会問題になった。PFOAを製造しているデュポン社は、様々な訴訟を受け、2015年以降この化合物を99.9％製造プラントから放出しないことに合意した。この合意は、調理器具にPFTEをコーティングする際に使用されるPFOAだけではなく、食品パッケージ、衣類、カーペットなどの製品にも適用された。なお研究では、調理器具上に残存PFOAは検出限界以下であることがわかっている。また、2015年以降には全世界的にPFOAの使用が禁止されたため、現在の調理器具には使用されていない。

## 生産者
日本では、AGC、ダイキンなどが生産している。世界では、3M（製造中止）、Dongyue Group、Gujrat Fluorochemical Limited、HaloPolymer、The Chemours Companyなどが生産している。
Halopolymer（ハロポリマー）社は1940年代に創立したロシア最大手のフッ素化学メーカーで、主原料である蛍石や工業塩を原料として、無水フッ酸(AHF)、R-22、HFP(C3F6)、PTFE樹脂などを自社で一貫生産している。ロシア最大級の化学肥料メーカーであるUralchemの100%子会社である。